# Graničane
Graničane en serbe latin et Graniçan en albanais (en serbe cyrillique : Граничане) est une localité du Kosovo située dans la commune/municipalité de Leposavić/Leposaviq, district de Mitrovicë/Kosovska Mitrovica. Selon des estimations de 2009 comptabilisées pour le recensement kosovar de 2011, elle compte 94 habitants, dont une majorité de Serbes.

## Géographie
Graničane/Graniçan est situé à 10 km à l'est de Leposavić/Leposaviq, sur les pentes sud-ouest des monts Kopaonik. Il fait partie de la communauté locale de Sočanica/Soçanicë.

## Démographie

### Évolution historique de la population dans la localité
| 1948 | 1953 | 1961 | 1971 | 1981 | 1991 | 2009 |
| ---- | ---- | ---- | ---- | ---- | ---- | ---- |
| 232  | 234  | 285  | 264  | 211  | 153  | 94   |

|  |